# میسائل اسپینوسا
میسائل اسپینوسا (اسپانیایی: Missael Espinoza‎؛ زادهٔ ۱۲ آوریل ۱۹۶۵) بازیکن فوتبال اهل مکزیک بود.
از باشگاه‌هایی که در آن بازی کرده‌است می‌توان به باشگاه فوتبال سن‌خوزه ارث‌کوئیکز، باشگاه فوتبال کرتارو، باشگاه فوتبال مونتری، باشگاه فوتبال گوادالاخارا، باشگاه فوتبال لئون، و باشگاه فوتبال کروز آزول اشاره کرد.
وی همچنین در تیم ملی فوتبال مکزیک بازی کرده‌است.